# Irene Baldessari
Irene Baldessari (Trento, 21 gennaio 1993) è una mezzofondista italiana, specializzata negli 800 metri piani.

## Biografia

### Gli esordi, le prime medaglie ai campionati italiani giovanili e le prime rassegne internazionali giovanili
Inizia a praticare atletica nel 2003 all'età di 10 anni (categoria Esordienti) nel Gruppo Sportivo Trilacum di Trento.
Nel biennio da cadetta 2007-2008 vince due medaglie d'argento nel pentathlon ai campionati italiani di categoria ed ai nazionali di corsa campestre prima giunge quarta ('07) e poi vince l'argento ('08).
Da allieva, biennio 2009-2010, vince due medaglie d'argento ai campionati italiani di categoria, la prima nei 400 m ('09) e la seconda sugli 800 m ('10); gareggia anche ai nazionali di corsa campestre terminando settima ('09) e vincendo la medaglia di bronzo ('10).
Il 2009 la vede esordire in rassegne internazionali giovanili. Nella Coppa Jean Humbert a Tallinn in Estonia giunge seconda negli 800 m e terza nel salto in alto; ai Mondiali allieve in Italia a Bressanone, esce in batteria sia negli 800 m che nella staffetta svedese; nelle Gymnasiadi di Doha in Qatar termina ottava sui 1000 m e vince la medaglia d'oro con la staffetta svedese.
2010, ai Trials europei per i giochi olimpici giovanili a Mosca (Russia) non supera le batterie dei 1000 m; partecipa anche agli Europei juniores di corsa campestre in Portogallo ad Albufeira: 70º posto nella prova individuale e sesta nella classifica a squadre.

### 2011-2016: i titoli italiani giovanili e quelli assoluti in staffetta, gli Europei di Amsterdam
Dal 2011 ha il doppio tesseramento con l'Esercito di Roma ed il Gruppo Sportivo Trilacum di Trento per il quale gareggia dal 2003.
Nel biennio da juniores, 2011-2012, centra due doppiette ai campionati italiani di categoria, vincendo entrambi gli anni la finale degli 800 m sia indoor che outdoor. Quarto posto sui 1500 m ai nazionali under 20 del 2011 e sesto posto negli 800 m agli assoluti di Torino (assente agli assoluti indoor di Ancona). Quinta posizione sui 1500 m ai nazionali under 20 del 2012 (era iscritta agli assoluti di Bressanone sugli 800 m, ma non ha gareggiato) ed ottava agli assoluti indoor di Ancona.
In ambito internazionale affronta gli Europei juniores a Tallinn in Estonia (2011) ed i Mondiali under 20 in Spagna a Barcellona (2012), uscendo entrambe le volte in batteria sugli 800 m.
Dopo aver saltato la stagione agonistica indoor nel 2013, all'aperto vince la medaglia di bronzo agli italiani promesse, poi partecipa agli assoluti di Milano dove esce in batteria sugli 800 m e vince il suo primo titolo italiano assoluto con la staffetta 4x400 m.
Agli Europei under 23 a Tampere in Finlandia esce in batteria.
Doppietta di titoli nazionali promesse indoor su 800 e 1500 m nel 2014; vicecampionessa assoluta al coperto ad Ancona sugli 800 m.
Partecipa inoltre ai campionati italiani di corsa campestre, concludendo sesta tra le promessa e 34ª tra le assolute.
Vince il titolo nazionale promesse negli 800 m e giunge quarta, sulla stessa distanza, agli assoluti di Rovereto.
A livello internazionale giovanile vince il bronzo ai Mediterranei under 23 di Aubagne in Francia.
Il 2015 la vede esordire con la maglia della Nazionale assoluta in occasione dell'Europeo per nazioni in Russia a Čeboksary: il 21 giugno termina undicesima sugli 800 m.
Sempre in ambito internazionale partecipa in Estonia agli Europei under 23 di Tallinn non superando le batterie degli 800 m. Inoltre finisce quarta, sulla stessa distanza, in Francia al DécaNation di Parigi.
In Italia, entrambe le volte sugli 800 m, diventa prima vicecampionessa nazionale promesse indoor e poi termina al nono posto negli assoluti al coperto. Quindi vince quattro medaglie, in altrettante finali, con tre titoli italiani: oro sugli 800 m sia ai nazionali universitari che negli italiani promesse; infine agli assoluti di Torino vince l'argento negli 800 m e l'oro con la staffetta 4x400 m.
Il 12 febbraio del 2016 in Austria a Linz vincendo gli 800 metri indoor col tempo di 2'04"07, diventa la nona migliore italiana di sempre al coperto sulla distanza, in seguito decima superata da Marta Zenoni.
Invece il suo primato personale outdoor sugli 800 m di 2'02"79 per ora la tiene ancora fuori dalla top ten italiana all time (Elisabetta Artuso, con un personal best all'aperto di 2'01"04, è la decima migliore italiana di sempre sulla distanza).
Il 6 marzo si laurea vicecampionessa sugli 800 m agli assoluti indoor di Ancona.
Il 25 giugno diventa vicecampionessa sugli 800 m agli assoluti di Rieti.
Il 26 giugno correndo in terza frazione nella staffetta 4x400 metri dell'Esercito vincitore del titolo assoluto col tempo di 3'32"50, contribuisce alla realizzazione della nuova migliore prestazione italiana assoluta per club: viene migliorato così il precedente record che resisteva da quasi 16 anni (3'33"90 corso il 23 luglio del 2000 a Pescara dalla Snam di Milano con Francesca Carbone, Claudia Salvarani, Carla Barbarino e Fabiola Piroddi).
Il 6 luglio nei Paesi Bassi agli Europei di Amsterdam disputa la batteria degli 800 m: chiude ultima al settimo posto, non qualificandosi quindi per le semifinali.
È allenata da Gianni Ghidini ed il padre Franco Baldessari.

## Record nazionali
- Staffetta 4x400 metri (club): 3'32"50 ( Rieti, 26 giugno 2016) (Raphaela Boaheng Lukudo, Marta Milani, Irene Baldessari, Maria Benedicta Chigbolu)[7]

## Progressione

### 800 metri
| Stagione | Tempo   | Luogo     | Data      | Rank. Mond. |
| -------- | ------- | --------- | --------- | ----------- |
| 2016     | 2'02"79 | Gavardo   | 29-5-2016 | -           |
| 2015     | 2'04"23 | Čeboksary | 20-6-2015 | -           |
| 2014     | 2'04"36 | Trento    | 9-9-2014  | -           |
| 2013     | 2'06"70 | Tampere   | 11-7-2013 | -           |
| 2012     | 2'08"09 | Rovereto  | 22-6-2012 | -           |
| 2011     | 2'08"93 | Torino    | 26-6-2011 | -           |
| 2010     | 2'10"66 | Trento    | 4-6-2010  | -           |
| 2009     | 2'12"19 | Trento    | 7-6-2009  | -           |

### 800 metri indoor
| Stagione | Tempo   | Luogo        | Data      | Rank. Mond. |
| -------- | ------- | ------------ | --------- | ----------- |
| 2016     | 2'04"07 | Linz         | 12-2-2016 | -           |
| 2015     | 2'09"80 | Ancona       | 8-2-2015  | -           |
| 2014     | 2'06"60 | Ancona       | 23-2-2014 | -           |
| 2012     | 2'11"78 | Val-de-Reuil | 3-3-2012  | -           |
| 2011     | 2'13"25 | Ancona       | 13-2-2011 | -           |

## Palmarès
| Anno | Manifestazione                                 | Sede       | Evento            | Risultato  | Prestazione | Note   |
| ---- | ---------------------------------------------- | ---------- | ----------------- | ---------- | ----------- | ------ |
| 2009 | Mondiali allievi                               | Bressanone | 800 m piani       | Batteria   | 2'12"46     | [ 8 ]  |
| 2009 | Mondiali allievi                               | Bressanone | Staffetta svedese | Batteria   | 2'11"67     | [ 8 ]  |
| 2009 | Gymnasiadi                                     | Doha       | 1000 m piani      | 8ª         | 2'56"97     | [ 9 ]  |
| 2009 | Gymnasiadi                                     | Doha       | Staffetta svedese | Oro        | 2'11"01     | [ 9 ]  |
| 2010 | Trials europei per i giochi olimpici giovanili | Mosca      | 1000 m piani      | Batteria   | 2'54"63     | [ 10 ] |
| 2010 | Europei juniores di corsa campestre            | Albufeira  | Individuale       | 70ª        | 14'48       | [ 11 ] |
| 2010 | Europei juniores di corsa campestre            | Albufeira  | A squadre         | 6ª         | 128 punti   | [ 12 ] |
| 2011 | Europei juniores                               | Tallinn    | 800 m piani       | Batteria   | 2'10"35     | [ 13 ] |
| 2012 | Mondiali juniores                              | Barcellona | 800 m piani       | Batteria   | 2'12"15     | [ 14 ] |
| 2013 | Europei under 23                               | Tampere    | 800 m piani       | Batteria   | 2'06"70     | [ 15 ] |
| 2014 | Mediterranei under 23                          | Aubagne    | 800 m piani       | Bronzo     | 2'08"40     | [ 16 ] |
| 2015 | Europei under 23                               | Tallinn    | 800 m piani       | Batteria   | 2'06"69     | [ 17 ] |
| 2015 | DécaNation                                     | Parigi     | 800 m piani       | 4ª         | 2'07"26     | [ 18 ] |
| 2016 | Europei                                        | Amsterdam  | 800m piani        | Batteria   | 2'06"15     | [ 19 ] |
| 2017 | Universiadi                                    | Taipei     | 800 m piani       | Semifinale | 2'05"05     |        |
| 2021 | Europei indoor                                 | Toruń      | 800 m piani       | Semifinale | 2'06"36     |        |

## Campionati nazionali
- 3 volte campionessa assoluta nella 4x400 m (2013, 2015, 2016)
- 1 volta campionessa universitaria negli 800 m (2015)
- 2 volte campionessa promesse negli 800 m (2014, 2015)
- 1 volta campionessa promesse indoor nei 1500 m (2014)
- 1 volta campionessa promesse indoor negli 800 m (2014)
- 2 volte campionessa juniores negli 800 m (2011, 2012)
- 2 volte campionessa juniores indoor negli 800 m (2011, 2012)

2007
- 4ª ai Campionati italiani di corsa campestre, (Villa Lagarina), 2,110 km - 7'36 (cadette)[20]
- Argento ai Campionati italiani cadetti e cadette, (Ravenna), Pentathlon - 4085 punti[21]

2008
- Argento ai Campionati italiani di corsa campestre, (Carpi), (cadette)[22]
- Argento ai Campionati italiani cadetti e cadette, (Roma), Pentathlon - 4117 punti[23]

2009
- 7ª ai Campionati italiani di corsa campestre, (Porto Potenza Picena), 4,040 km - 15'13 (allieve)[24]
- Argento ai Campionati italiani allievi e allieve, (Grosseto), 400 m - 56"38[25]

2010
- Bronzo ai Campionati italiani di corsa campestre, (Formello), 4 km - 15'51 (allieve)[26]
- In batteria ai Campionati italiani assoluti, (Grosseto), 800 m - 2'14"70[27]
- Argento ai Campionati italiani allievi e allieve, (Rieti), 800 m - 2'11"66[28]

2011
- Oro ai Campionati italiani allievi-juniores-promesse indoor, (Ancona), 800 m - 2'13"25[29]
- 4ª ai Campionati italiani allievi-juniores-promesse indoor, (Ancona), 1500 m - 4'42"07[30]
- Oro ai Campionati italiani juniores e promesse, (Bressanone), 800 m - 2'10"70[31]
- 6ª ai Campionati italiani assoluti, (Torino), 800 m - 2'08"93[32]

2012
- Oro ai Campionati italiani allievi e juniores indoor, (Ancona), 800 m - 2'12"92[33]
- 5ª ai Campionati italiani allievi e juniores indoor, (Ancona), 1500 m - 4'42"61[34]
- 8ª ai Campionati italiani assoluti e promesse indoor, (Ancona), 800 m - 2'12"61[35]
- Oro ai Campionati italiani juniores e promesse, (Misano Adriatico), 800 m - 2'11"05[36]

2013
- Bronzo ai Campionati juniores e promesse, (Rieti), 800 m - 2'10"74[37]
- In batteria ai Campionati italiani assoluti, (Milano), 800 m - 2'10"17[38]
- Oro ai Campionati italiani assoluti, (Milano), 4x400 m - 3'39"33[39]

2014
- Oro ai Campionati italiani juniores e promesse indoor, (Ancona), 800 m - 2'08"36[40]
- Oro ai Campionati italiani juniores e promesse indoor, (Ancona), 1500 m - 4'25"86[41]
- Argento ai Campionati italiani assoluti indoor, (Ancona), 800 m - 2'06"60[42]
- 34ª ai Campionati italiani di corsa campestre, (Nove-Marostica), 8 km - 30'41 (assolute)[43]
- 6ª ai Campionati italiani di corsa campestre, (Nove-Marostica), 8 km - 30'41 (promesse)[44]
- Oro ai Campionati italiani juniores e promesse, (Torino), 800 m - 2'09"13[45]
- 4ª ai Campionati italiani assoluti, (Rovereto), 800 m - 2'06"91[46]

2015
- Argento ai Campionati italiani juniores e promesse indoor, (Ancona), 800 m - 2'09"80[47]
- 9ª ai Campionati italiani assoluti indoor, (Padova), 800 m - 2'12"53[48]
- Oro ai Campionati nazionali universitari, (Fidenza), 800 m - 2'07"50[49]
- Oro ai Campionati italiani juniores e promesse, (Rieti), 800 m - 2'07"79[50]
- Argento ai Campionati italiani assoluti, (Torino), 800 m - 2'04"49[51]
- Oro ai Campionati italiani assoluti, (Torino), 4x400 m - 3'35"40[52]

2016
- Argento ai Campionati italiani assoluti indoor, (Ancona), 800 m - 2'04"41[53]
- Argento ai Campionati italiani assoluti, (Rieti), 800 m - 2'05"62[54]
- Oro ai Campionati italiani assoluti, (Rieti), 4x400 m - 3'32"50[55]

2017
- Argento ai campionati italiani assoluti, 800 m - 2'03"66

2018
- Oro ai campionati italiani assoluti, 800 m - 2'02"47

## Altre competizioni internazionali
2009
- Argento nella Coppa Jean Humbert ( Tallinn), 800 m piani - 2'13"44[56]
- Bronzo nella Coppa Jean Humbert ( Tallinn), salto in alto - 1,59 m[56]

2010
- Argento nell'incontro internazionale U18 Italia-Francia-Slovenia ( Chiuro), 400 m piani - 56"37[10]

2012
- 5ª nell'incontro internazionale juniores Francia-Germania-Italia ( Val-de-Reuil), 800 m piani - 2'11"78[14]

2015
- 11ª agli Europei a squadre ( Čeboksary), 800 m piani - 2'04"23[18]